# 美味口孵非鯽
美味口孵非鯽，為輻鰭魚綱鱸形目隆頭魚亞目慈鯛科的其中一種，被IUCN列為極危保育類動物，分布於非洲維多利亞湖、Nabugabo湖、Kyoga湖、尼羅河上游流域，體長可達50公分，棲息在中底層水域，能容忍低氧區，屬雜食性，以藻類、浮游生物、昆蟲等為食，可作為觀賞魚及食用魚。